# 사이고촌 (오사카부)
사이고촌(일본어: 西郷村)은 일본 오사카부 노세군·도요노군에 설치되었던 촌이다. 현재의 노세정 중부에 해당한다.